# Víctor Mirecki Larramat
Víctor Mirecki Larramat   (Tarba, 21 de juliol de 1847 - Madrid, 7 d'abril de 1921) fou un violoncel·lista i professor de música espanyol d'origen franco-polonès.

## Introducció
Víctor Mirecki va ser un dels intèrprets de concerts més versàtils de finals del segle xix i principis del XX. Era un home mundà amb una gran relació de relacions socials i culturals i fou conegut com a enginyós violoncel·lista per la seva manera d'interpretar música i per la seva tasca com a professor i músic de cambra. El seu treball amb Jesús de Monasterio a la Societat de Quartets de Madrid va influir molt en la música espanyola de l'època, promovent la música de cambra europea contemporània i permetent la difusió del treball de genis emergents com Manuel de Falla.
La seva dedicació a l'ensenyament a l'Escola Nacional de Música, després coneguda com a Reial Conservatori de Madrid, va ser important per fomentar la propera generació d'innovadors en tècniques de violoncel. Ell, juntament amb el violoncel·lista belga Adrien-François Servais i el violoncel·lista francès Auguste Franchomme, van fundar l'escola espanyola de violoncel·listes, entre els quals els estudiants posteriors més destacats són Pau Casals, Juan Ruiz Casaux (després el gendre de Mirecki) i Augustín Rubio.

## Infància i joventut a França
Fill del polonès Aleksander Mirecki i de Marie Zelinne Larramat, Víctor va créixer en un entorn musical notable. El seu pare, mariscal i heroi de l'Alçament de novembre contra Rússia, s'havia refugiat a França. Després d'una estada a París, el seu pare es va traslladar a Tarba, on va ensenyar violí. Els seus tres fills, Víctor, Maurice i Françoise, van néixer allà i tots es van dedicar a la música. El 1857, als deu anys, Víctor es va traslladar amb la seva família a Bordeus, on el seu pare va ensenyar el violí com a professor del Conservatori. Allà va començar els seus estudis per a una carrera militar al Lycée.
L'abril de 1862, el violoncel·lista Adrien-François Servais i el violinista Henri Vieuxtemps van anar a visitar Bordeus i es van allotjar a la casa Mirecki. Impressionat per la interpretació i la capacitat d'interpretar d'aquests mestres, el jove Víctor, juntament amb el seu germà Maurice, es van dedicar al violoncel durant els dos anys següents, sota la supervisió del seu pare. El talent natural de Víctor va ser destacat, i el març de 1864, als 17 anys, va actuar com a solista en un concert públic al conservatori de Bordeus en presència de Servais. L'èxit de Víctor va ser tal que Servais va convèncer el pare de Victor perquè li permetés abandonar els seus estudis militars i dedicar-se completament al seu instrument.
A Bordeus va obtenir el primer premi i la medalla d'honor del conservatori, i també va rebre una beca per continuar els seus estudis a París. Va començar els estudis al Conservatori de París el 1865 i es va convertir en alumne estrella d'Auguste Franchomme. Va obtenir el guardó d'honor del Conservatori el 6 d'agost de 1868, superant al seu company de classe Jules Delsart, també violoncel·lista i futur successor del mestre Franchomme. Durant aquest curs, va visitar Halle per a respectar-se a la tomba del seu conseller Servais.
Amb l'ajuda del seu pare i del seu mestre, també va treballar diligentment en les orquestres de diversos teatres parisencs, trobant els grans compositors i músics de l'època que van visitar París; va desenvolupar una íntima amistat amb Pablo de Sarasate, Édouard Lalo, Camille Saint-Saëns i Jules Massenet.
Va morir el 1921, amb 73 anys.
La seva filla Maria Teresa va casar-se amb el seu estudiant, el violoncel·lista Juan Ruiz Casaux, i el seu fill Alexandre es va casar amb la germana de Casaux, Carmen.